# Glafira Ivanovna Alymova
Glafira Ivanovna Alymova (in russo Глафира Ивановна Алымова?; Otradnoe, 1758 – Mosca, 14 aprile 1826) è stata una nobildonna russa, damigella d'onore di Caterina II.

## Biografia
Glafira Alymova era figlia del colonnello Ivan Akinfievich Alymov. Era una lontana parente di Puškin e di Wulf. All'età di 6 anni frequentò l'Istituto Smol'nyj, dove si diplomò in musica. Il suo insegnante di musica era Jean Baptiste Cardon e tra le sue compagnie di classe vi era Praskov'ja Ivanovna Kovaleva.
Successivamente venne nominata damigella d'onore dell'imperatrice, inoltre venne incaricata di condurre la seconda moglie del granduca Paolo nel suo viaggio verso la Russia. Successivamente fece parte del seguito dell'imperatrice.

## Matrimoni

### Primo Matrimonio

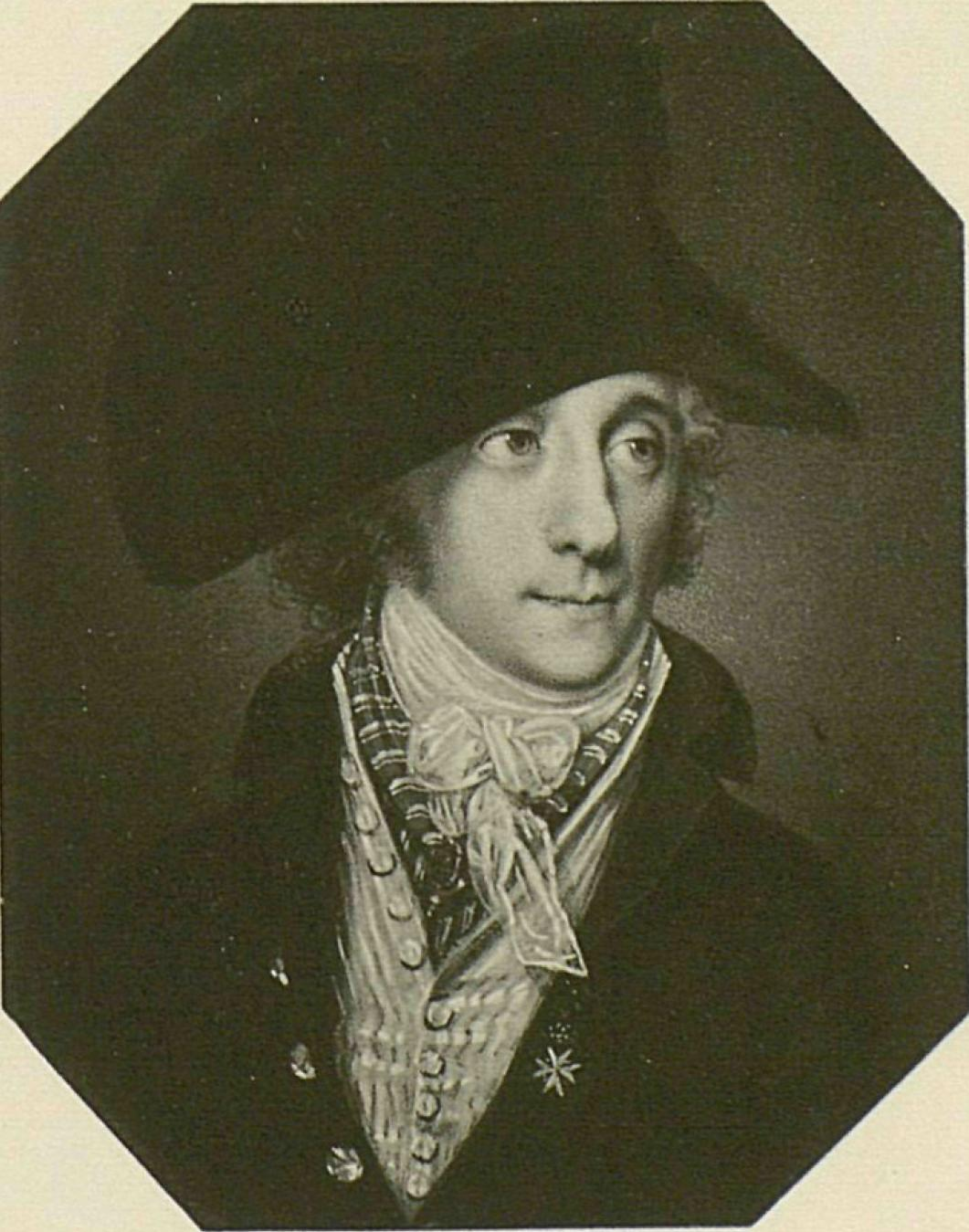
Ritratto di Alexej Andreievič Rzhevškij.

Nel 1777 sposò il poeta e vice direttore dell'Accademia russa delle scienze, Alexej Andreievič Rzhevškij, di 20 anni più vecchio di lei, divenendone la seconda moglie, in quanto la prima era morta di parto.
La coppia ebbe cinque figli:
- Maria Alekseevna (26 giugno 1778-1º settembre 1866), sposò Nikolaj Petrovich Svistunov, ebbero sei figli;
- Aleksandr Alekseevič (26 marzo 1781-2 giugno 1807), sposò Varvara Rimskij-Korsakov, non ebbero figli;
- Pavel Alekseevič (8 aprile 1783-30 gennaio 1852);
- Konstantin Alekseevič (15 novembre 1788-1837), sposò Elizaveta Fosdick Kolokoltseva, ebbero quattro figli;
- Aleksej Alekseevič (4 ottobre 1791-24 ottobre 1792).

### Secondo Matrimonio
Il suo secondo marito avvenne con Ippolit Petrovič Masclee, di 20 più giovane di lei, insegnante di francese e traduttore delle favole di Ivan Andreevič Krylov e di Ivan Ivanovič Chemnicer. Non ebbero figli.

## Morte
Morì il 14 aprile 1826, a Mosca.